# TAJIMA号事件
TAJIMA号事件（たじまごうじけん）とは、2002年4月7日にペルシャ湾から姫路港に向け台湾沖の公海上を航行中のタンカーTAJIMA号上で発生した殺人事件である。

## 概要
TAJIMA号は、日本郵船が全額出資してパナマ国内に設立したウェルマウス・プロプリエタリィ社が所有し、日本の共栄タンカーが運航するパナマ船籍のタンカーであった。
2002年4月7日、台湾沖の公海上を航行中の同船から日本人の二等航海士が行方不明になったと第十一管区海上保安本部に通報があった。海上保安本部の巡視船と台湾当局が協力して捜索にあたったものの二等航海士は発見できなかった。その後日本人船長宛に、フィリピン人乗組員が同人を殺害し海中へ投げ込むのを目撃したとの乗組員の密告があったため、船長は警察権を行使し容疑者二名を船内で拘束するとともに、海上保安本部へ援助要請を行った。4月12日に同船は姫路港へ入港し、パナマ側の要請により海上保安官による現場検証が行われた。
しかしながら当時の日本国刑法には公海上の外国籍船内で外国人により日本人が殺害された場合の処罰規定が設けられていなかったため、旗国であるパナマが唯一刑事裁判管轄権を持つ事になり、日本政府はパナマの要請がない限り一切介入できないが、同国から被疑者の収監・送還の要請があれば直ちに対応するという立場をとった。
パナマ政府は翻訳や本国での検討のため返答が遅れたが、37日後の5月14日に日本政府へ仮拘禁を請求し、これに基づき海上保安庁がフィリピン人乗組員の身柄を拘束した。その後パナマ政府は犯罪人引渡し請求を行い、日本政府は9月6日になりパナマ政府へ両名を引き渡した。
2005年5月18日に始まった公判で、パナマの第二高等裁判所は二名の乗組員に無罪を言い渡した。

## 影響
内水にある外国船に対する沿岸国の刑事管轄権について国連海洋法条約に明確な規定はない。このため、旗国からの要請なく日本国が自ら管轄権を行使し犯罪行為者の拘束等を行う国内法的根拠を設ける必要性が議論され、2003年の第156回通常国会において国民以外の者の国外犯規定である刑法第3条の2が追加された。